# Holland (Teksas)

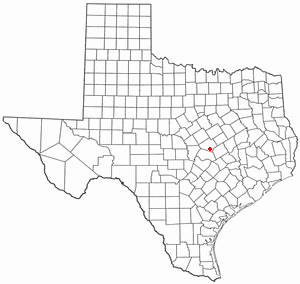
Miasto Holland w stanie Teksas

Holland – miasto w Stanach Zjednoczonych, we centralnej części stanu Teksas, w hrabstwie Bell.